# Серавале Ланге
Серава̀ле Ла̀нге (на италиански: Serravalle Langhe; на пиемонтски: Saraval, Саравал) е село и община в Северна Италия, провинция Кунео, регион Пиемонт. Разположено е на 762 m надморска височина. Населението на общината е 326 души (към 2010 г.).